# Занзибарски леопард
Занзибарски леопард (Panthera pardus adersi) је изумрла подврста леопарда са острва Занзибар (данашња Танзанија). Повећање сукоба између људи и леопарда у 20. веку довело је до њиховог масовног убијања које је допринело до потпуног истребљења. Постојали су напори да се развије програм заштите леопарда средином 1990-их али су касније одложени када су истраживачи за дивље животиње закључили да постоје мали изгледи за дугорочни опстанак животиње. 

## Историја еволуције
Историја еволуције овог леопарда иде паралелно са осталим ендемским врстама са Занзибара (Zanzibar Servaline Genet,Zanzibar Red Colobus). Сматра се да су се еволуирали у изолацији од афричког леопарда од краја Леденог доба када је острво одвојено од копна Танзаније због пораста нивоа мора. Прилагођавање локалним условима створило је мањег леопарда у односу на његове копнене рођаке којем су се бројне розете делимично распале у тачкице.

## Биологија и понашање
Биологија и понашање занзибарског леопарда се слабо познају. Само шест примерака коже ове животиње се данас налази у музејима, укључујући и тип узорка Природњачког музеја у Лондону и много избледелих примерака постављених у Занзибарском музеју. Занзибарски леопард никада није проучаван у дивљини и последњи истраживач је тврдио у штампи да је видео једног леопарда још раних 80-их. Већина зоолога претпоставља да је овај леопард изумро. Међутим, Занзибарске статистике владе показују да су леопарде убијали ловци све до средине 90-их година прошлог века од када се више ниједан занзибарски леопард није могао наћи на том острву.

## Демонизација и истребљење
Руралне занзибарске описе леопарда и њихових навика карактерише широко распрострањено уверење да велики број ових звери чувају вештице које су их послале да науде сељанима или да их на неки други начин малтретирају. Ово веровање долази заједно са разрађеним пакетом идеја о томе како су леопарди узгајани, обучени и послани да ураде зле наредбе њихових власника. За локалне пољопривреднике ово представља уредно објашњење за опасност од ових леопарда, и уопште за њихову појаву у близини фарми и села.
Раст људске популације и пољопривреде у 20. веку био је у великој мери одговоран за овакво стање ствари, јер људи долазећи на станишта леопарда постају њихов плен. Повећање сукоба са леопардима и страха међу становништвом довело је до низа разних кампања да се они истребе. После Занзибарске револуције 1964. године основана је организација састављена од кампање у борби против вештица и кампање за убијање леопарда под вођством занзибарског најпознатијег у то време проналазача вештица, Китанзија. Као резултат ове организације довело је до класификације ових животиња у штеточине због чега су леопарди били доведени на ивицу истребљења.

## Очувања и остали предлози
Озбиљна пажња није посвећена страдању занзибарског леопарда све до средине 90-их година, за које време су већ неке организације за заштиту животиња ставиле овог леопарда на листу изумрлих. Програм заштите леопарда је израдио пројекат под називом Jozani-Chwaka Bay Conservation Project који је напуштен 1997. године када истраживачи за дивље животиње нису успели да пронађу доказе за наставак присуства леопарда у и око Јозани шуме, шуме у којој су били сатерани последњи леопарди.